# ヴァイオリン属
ヴァイオリン属 （ヴァイオリンぞく＝ヴァイオリン族とも書く）はヴァイオリン、ヴィオラ、チェロ、コントラバスの4種の弦楽器からなる楽器群のこと。前述の順で大きくなり、音域が低くなる。（コントラバスを、その歴史や構造などから、ヴァイオリン属に含めず、むしろヴィオラ・ダ・ガンバ属とする考え方もある。）
これらの楽器は、それぞれ音域が異なり、そのため大きさや大きさの割合が異なるが、形状、構造、奏法、用法に共通点が多い（楽器の構造や奏法の詳細は、それぞれの楽器の項目、特にヴァイオリンの項を参照のこと）。それぞれの楽器において、太さ（＝重さ）の異なる4本の弦が一部の音域を共有しながら4種の音域を発することができるが、同一楽器の中で同じ音を異なる弦で奏すると弦の重さや張力が要因として音の低さ（＝深さ）が異なるが、同じ音を異なる楽器で奏すると、楽器の大きさに由来する共鳴が要因として加わり、更に音の低さ（＝深さ）が大きく異なる。
いずれの楽器も、16世紀以降の西洋音楽の中で重要な楽器である。ただし16世紀以来一貫して同じ形を保ってきているわけではない。現在通用四種の標準的な形状、大きさに至るまでには長い歴史があり、ヴァイオリン属に含めうる多種多様な楽器が存在する。これらの楽器は、今日では古楽器として復興が盛んに行われている。
ヴァイオリンとチェロが独奏にも合奏にも使われるのに比べ、ヴィオラとコントラバスはどちらかといえば合奏向きの楽器である。ヴァイオリン属の楽器の特徴は、複数の同じ楽器で同じ旋律を弾いたときに、ひとりで弾いたときと別の魅力が生じることである。このため、オーケストラなどでは、ヴァイオリン属の楽器の各部に、複数の楽器が用いられる。
オーケストラではこの4種がほぼ欠かさず使われるが、音のエネルギー・バランス上、低音部を担当する楽器ほど人数は少なく、高音部を担当する楽器ほど人数は多く、ヴァイオリンは通常、2部に分かれて配置される。コントラバスはチェロのオクターヴ低い音をなぞることも多い。
一般に「弦五部」といえば、ヴァイオリン2部、ヴィオラ、チェロ、コントラバス各1部のことを言う。1管編成というのはオーケストラとして認められにくいものであるが、2管編成から5管編成のオーケストラにおいて、弦五部の一般的な人数バランスの目安は下記となる。ただ、管弦楽法においては、金管楽器から発せられるフォルティッシモのパワーとバランスを保つには、木管楽器と弦楽器のバランスにもっと比重を置くべきであると多くの著書に問題提起されているが、現実的な都合から、オーケストラのバランスは理想を全て叶えたものとなってはいない。
| オーケストラ規模 | 型   | 第Ⅰヴァイオリン | 第Ⅱヴァイオリン | ヴィオラ | チェロ | コントラバス | プルト比率     |
| ---------------- | ---- | --------------- | --------------- | -------- | ------ | ------------ | -------------- |
| （1管編成）      | 8型  | 8人             | 6人             | 4人      | 2人    | 1～2人       | 4：3：2：1：1  |
| 古典派2管編成    | 10型 | 10人            | 8人             | 6人      | 4人    | 2～4人       | 5：4：3：2：1  |
| ロマン派2管編成  | 12型 | 12人            | 10人            | 8人      | 6人    | 4人          | 6：5：4：3：2  |
| 3管編成          | 14型 | 14人            | 12人            | 10人     | 8人    | 6人          | 7：6：5：4：3  |
| 4管編成          | 16型 | 16人            | 14人            | 12人     | 10人   | 8人          | 8：7：6：5：4  |
| （4管編成）      | 18型 | 18人            | 16人            | 14人     | 12人   | 8～10人      | 9：8：7：6：5  |
| 5管編成          | 20型 | 20人            | 18人            | 16人     | 14人   | 10人         | 10：9：8：7：5 |

オーケストラや弦楽合奏では、弦楽器の各パートの人数を、隣同士に位置して譜面台を共有する2人を組にした「プルト」（ドイツ語で「譜面台」を意味する“Notenpult”に由来）という単位で表現することが一般的で、各パートの人数が偶数（2の倍数）で配されている理由は、プルトに起因している。各パートの人数を2で割った数がプルト数となる。プルト数はあくまで目安であり、管楽器・打楽器や独奏楽器などとのバランス、作曲された、また演奏される時代の流行、各地域や団体の習慣、さらには作曲家、演奏者、指揮者の意図や好みなどで編成はさまざまに変えられる。例えば、ドビュッシーによる3管編成の管弦楽曲「海 - 管弦楽のための3つの交響的素描」のスコア内の記載において、チェロはdivisiの指定から16人を想定していることが理解されるが、これは「弦五部」全員の人数の多さを示す材料となるのか、それともチェロだけの比重が特別である特異な編成を意味するのか、明確な答えは得られていない。またドイツやオーストリアでは低弦（低音域を担当する弦楽器：チェロ、コントラバス）を増強した重厚な和声的音響が好まれることが多い。和声的音響の傾向は、例えば、ピアノ曲における和音構成音の配分や、バス音域の使い方において、ドイツ系では重厚に書かれており、フランス系では軽妙に書かれている嗜好の違いがあるが、オーケストレーション中におけるファゴットの扱いや振る舞いだけでなく、そこで求められるファゴットの楽器においても、フランス系で使われる柔和なバッソンと味わい深いドイツ系ファゴットとは全く異なる楽器とみなされているように、弦楽器の人数配分も、音楽の趣向によって求められる音響に従って一律のものではないと言える。
|              |          |        |              |
| ヴァイオリン | ヴィオラ | チェロ | コントラバス |

## 2種以上のヴァイオリン属の楽器によるアンサンブル
編成は、流動的で作曲家の自由意志で決められることが多い。
- 合奏
  - 弦楽合奏
  - オーケストラ
- 重奏
  - 弦楽八重奏（ヴァイオリン4、ヴィオラ2、チェロ2）
  - 弦楽六重奏（ヴァイオリン2、ヴィオラ2、チェロ2）（ヴァイオリン2、ヴィオラ2、チェロ、コントラバス）
  - 弦楽五重奏（ヴァイオリン2、ヴィオラ2、チェロ）（ヴァイオリン2、ヴィオラ、チェロ2）（ヴァイオリン2、ヴィオラ、チェロ、コントラバス）
  - 弦楽四重奏（ヴァイオリン2、ヴィオラ、チェロ）（ヴァイオリン、ヴィオラ、チェロ、コントラバス）
  - 弦楽三重奏（ヴァイオリン、ヴィオラ、チェロ）
  - 二重奏 (弦楽器) （ヴァイオリン、ヴィオラ）（ヴァイオリン、チェロ）など。
「ヴァイオリンとヴィオラの二重奏」などと呼ばれる。